# کیو بادبان
کیو بادبان ستاره‌ای در صورت فلکی بادبان است.